# Flugplatz St. Stephan

i7
i11
i13
Der Flugplatz St. Stephan (ICAO-Code LSTS, ehem. LSMH) ist ein Flugplatz bei St. Stephan im Schweizer Kanton Bern.

## Geschichte
Der Flugplatz im Berner Oberland wurde im Zweiten Weltkrieg als Reduitflugplatz erstellt. Der Feldstützpunkt war anfänglich als Rasenrollfeld mit einem kleinen Hangar geplant und wurde als wichtiger Kriegsstützpunkt regelmässig erweitert. 1943 wurde eine 900 Meter lange Hartbelagpiste erstellt. Dazu kam ein Holzhangar, Flugzeugunterstände U-43 und ein Retablierstollen. Der Flugplatz wurde im August 1944 von der Fliegerkompanie 2 erstmals mit Morane betrieben und nochmals im Januar und Mai 1945 benutzt.
Mit der Einführung der Düsenflugzeuge und nachdem die Wiederholungskurse 1947 wieder aufgenommen wurden, wurde St. Stephan ein viel benutzter Vampire- und Venom-Stützpunkt. 1954 wurde die Piste auf 1500 Meter verlängert und danach mit metallenen Pistenplatten erweitert. 1957 erfolgte die Verlängerung der Piste auf zwei Kilometer. Die Simme unterquert seither im östlichen Teil des Flugplatzareals die Piste. Beim Ausbau wurden auch die Felskavernen erweitert und um einem unterirdischen Kommandoposten ergänzt. Der Kommandoposten wurde 1964 bezogen. Neue Flugzeugunterstände wurden in den Jahren 1972, 1973 und 1979 fertig gestellt. Der Flugplatz war jeweils nicht ganzjährig, sondern nur während der Wiederholungskurse (WK) belegt.
Bis 2000 wurde St. Stephan regelmässig als Militärflugplatz genutzt. Als letzte Kampfflugzeugeinheit war bis November 1993 die Fliegerstaffel 15 und die Flugplatzabteilung 7 auf dem Flugplatz beheimatet, seit 1980 mit dem Flugzeug Hawker Hunter, danach war der Platz Heimat der LT 7 mit Flugzeugen PC-6.
Von 1996 bis 2007 war der Flugplatz von der Firma Prospective Concepts von Andreas Reinhard betrieben worden, der auch eine grosse Halle erstellte. Unter anderem wurde hier das Leichtflugzeug Stingray erprobt. Ab dem Jahr 2009 bestand eine Nachfolgefirma zum Betrieb des Flugplatzgeländes, die Prospective Concepts Aeronautics AG (PCA). Tageweise boten auf dem Flugplatz, der immer noch der Luftwaffe gehörte, zivile Vereine Passagierflüge mit Hawker Hunter Doppelsitzern an.
Im Jahr 2011 wurde der Flugplatz vorübergehend erneut vom Militär für eine Volltruppenübung als Helikopterbasis in Betrieb genommen. Am 11. September 2019 landeten 25 Jahre nach Ende des Hunterbetriebes wieder aktive Kampfjets der Schweizer Luftwaffe auf dem Militärflugplatz St. Stephan. Insgesamt sechs F/A-18 Hornet (fünf Einsitzer und ein Doppelsitzer) des Flugplatzkommandos Meiringen landeten an diesem Tag im Rahmen einer Dezentralisationsübung auf dem inaktiven Militärflugplatz. Im gleichen Jahr überwinterte in der grossen Einstellhalle unter anderem die Antonow-2 von Starflight.
Bis Anfang 2023 war der Platz nicht offen für Auswärtige, sondern ein Werkflugplatz. Teils wurden von Pilatus neu gebaute Flugzeuge vor der Auslieferung hier hangariert. Trotzdem wurde die Piste im Winter vom Schnee geräumt. Bis am 9. Januar 2023 fand die Planauflage um das Gesuch für die Umnutzung des ehemaligen Militärflugplatzes in ein ziviles Flugfeld statt. Angestrebt wurde eine Betriebsbewilligung nach dem eidgenössischen Luftfahrtgesetz.
Die Luftwaffe wollte laut einer Ankündigung im März 2025 auf den Flugplätzen Buochs, St. Stephan und Mollis auch in Zukunft bei Übungen «einige wenige Flüge» mit Kampfjets durchführen.

## Hunterverein Obersimmental
Der Hunterverein wurde zum Erhalt des Staffelflugzeuges der Staffel 15 gegründet, deren Staffelabzeichen ein Papierflugzeug war. Zu Beginn wollte man den "Papyrus-Hunter" zur Erinnerung an die Staffel 15 nur aufstellen. Das Flugzeug gelangte auf Initiative des Staffelkommandanten ins Eigentum der Gemeinden Lenk, St. Stephan, Zweisimmen und Boltigen. Es formte sich ein Verein zum Erhalt des Flugzeuges mit 900 Mitgliedern. Anstatt das Flugzeug aufzustellen, wurde es flugfähig revidiert. Von 2000 bis 2020 flog das Flugzeug regelmässig, im Januar 2021 stand eine grosse Triebwerksrevision an.
Von 2006 bis 2019 fand jedes Jahr ein Flugplatzfest statt, das wegen der Corona-Pandemie 2020 und 2021 abgesagt wurde. Veranstalter ist der Hunterverein Obersimmental.

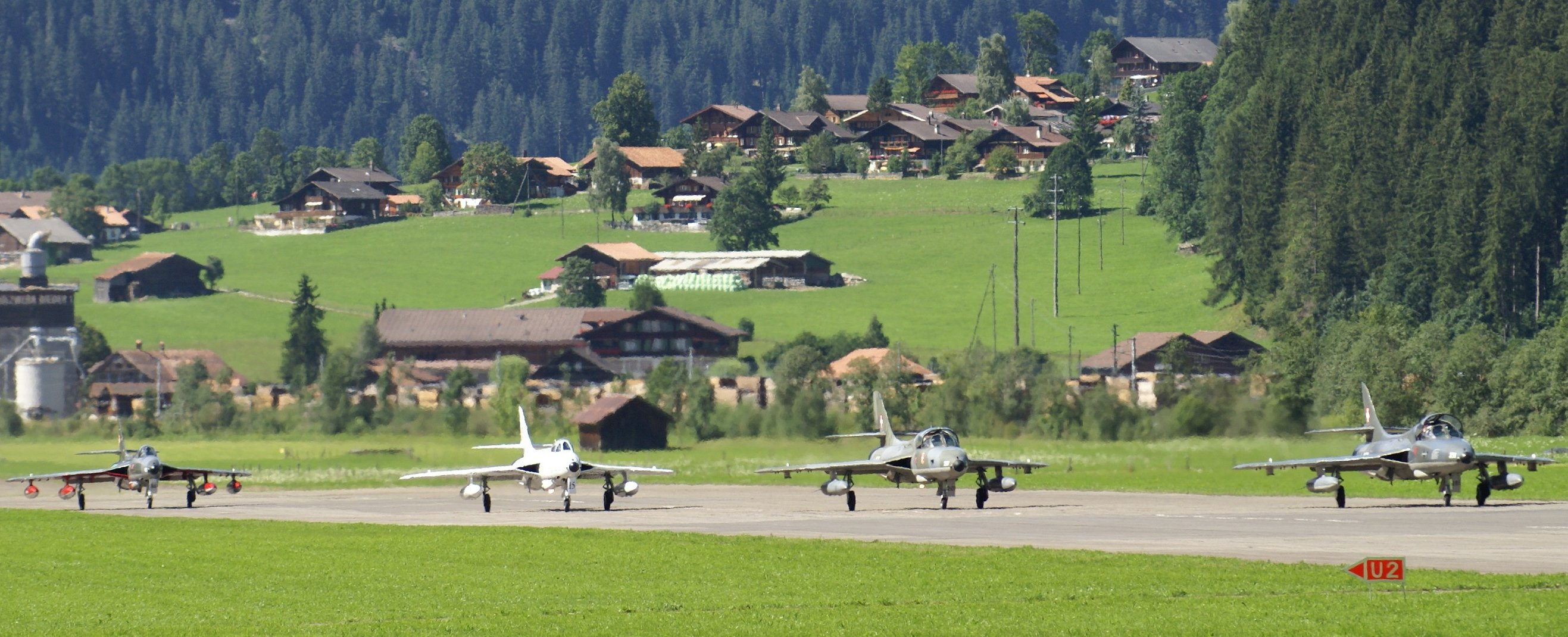
Hunter auf dem Flugplatz St. Stephan
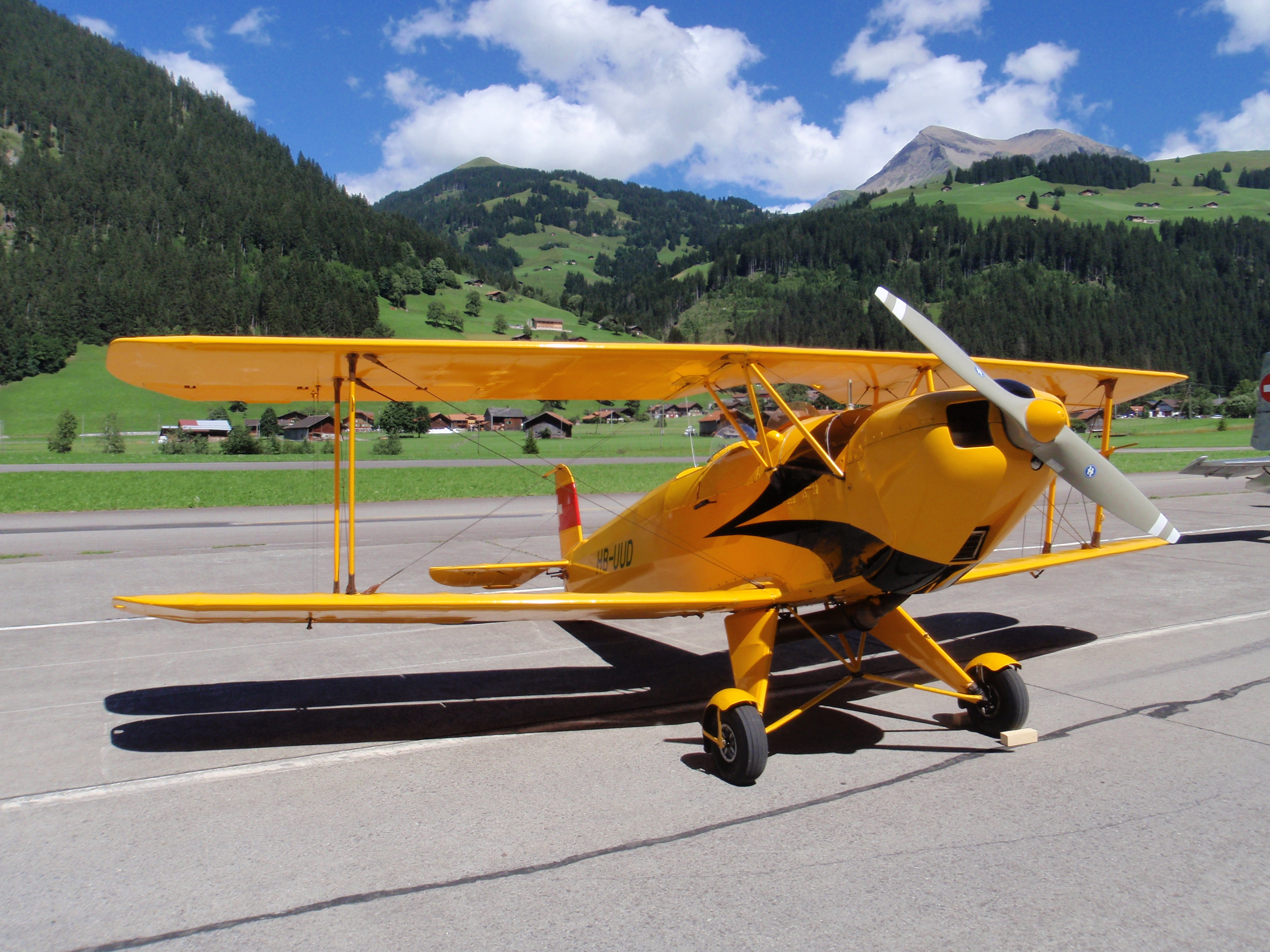
Bücker Bü 131
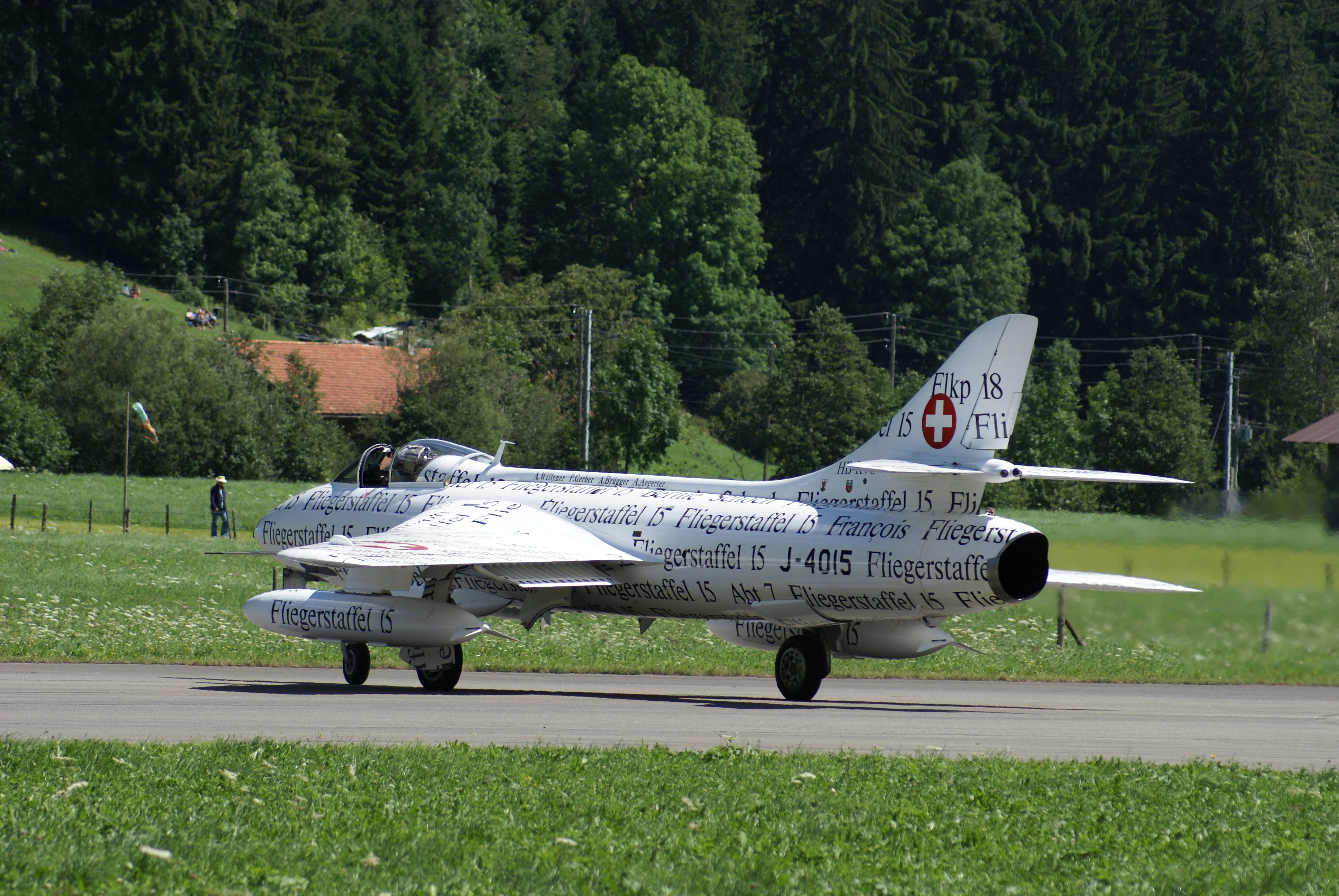
Papyrus-Hunter HB-RVS
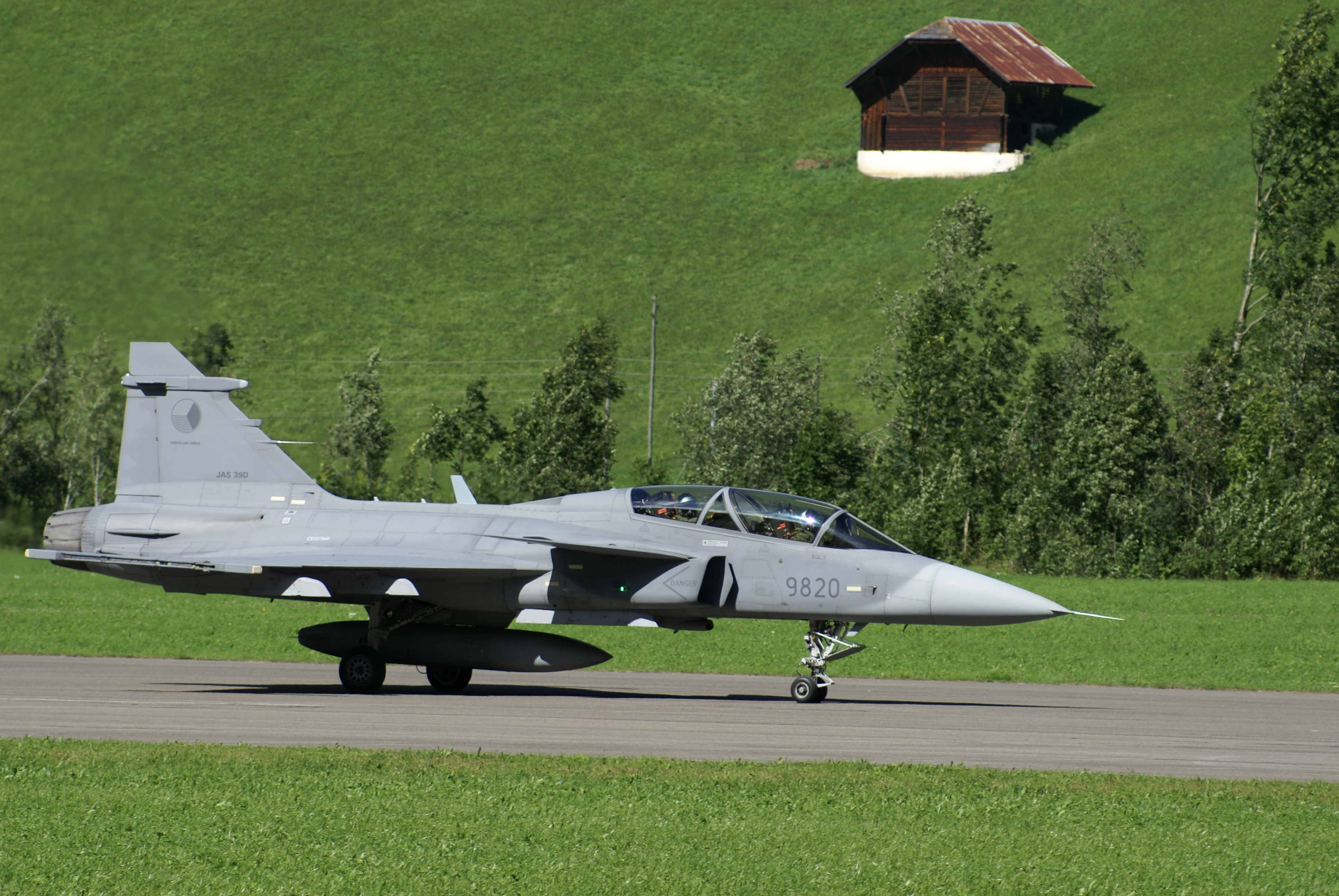
Tschechischer Gripen